# Musée des Beaux-Arts (Troyes)
Il Musée des Beaux-Arts et d'Archéologie di Troyes (anche noto come Musée Saint-Loup) è uno dei due principali musei d'arte e archeologia di Troyes, in Francia; l'altro è il Musée d'art moderne de Troyes. Dal 1831 è ospitato nell'antica abbazia di Saint Loup . 
Espone dipinti dei secoli XIV-XIX (con particolare attenzione ai secoli XVII e XVIII), una vasta collezione della scultura medievale locale, nonché busti di Luigi XIV e Maria Teresa dello scultore locale François Girardon, mobili e oggetti di arte decorativa, insieme ad alcune antichità romane recuperate localmente, in particolare il Tesoro di Pouan, il corredo funerario di un guerriero germanico del V secolo e l'Apollo di Vaupoisson, un pregiato bronzo gallo-romano.

## Storia
Nel 1792, l'Assemblea dipartimentale volle fondare un museo e chiese alla Convenzione l'autorizzazione per utilizzare l'antica abbazia di Notre-Dame-Aux-Nonnains; furono inviati dei commissari al dipartimento per raccogliere lì degli oggetti da collocare in questo museo. Durante questo periodo l'architetto Milony raccolse al piano terra dell'abbazia di Saint-Loup delle statue provenienti da chiese e conventi soppressi.
Nel 1829 la Società accademica dell'Aube rinnova il progetto che non era andato in porto, la città concede gli edifici dell'abbazia di Saint-Loup che portano all'apertura di una prima sala nel 1831. C'erano sette dipinti, dieci statue e una collezione mineralogica.
Nel 1833, la donazione di Dominique Morlot aggiunge a questo 46 dipinti, smalti, modelli e progetti. A questi si aggiungevano i sequestri del periodo della rivoluzione conservati all'Hôtel du Département. Nel 1850 c'erano 130 dipinti.
Per ampliare il museo, furono eretti il padiglione Simart nel 1860, il padiglione Buissonnet nel 1891 per ampliare la biblioteca, poi il padiglione Audiffred nel 1892.